# Patrícia Araújo
Felipe Silva Araújo (Rio de Janeiro, Brasil, 11 de març de 1982), més conegut com a Patrícia Araújo, és una exactriu pornogràfica transsexual brasilera. Actualment es una model de fotografia eròtica.

## Premis i reconeixements
| Any  | Premi                | Resultat   |
| ---- | -------------------- | ---------- |
| 2005 | Miss Univers Trans   | Guanyadora |
| 2004 | Miss T-girl World    | Guanyadora |
| 2002 | Miss Transsex Brazil | Guanyadora |